# It's for You
It's for You é uma música interpretada por Niamh Kavanagh, que foi seleccionada para representar Irlanda no Festival Eurovisão da Canção 2010, na Noruega.